# 松本重貴
松本 重貴（まつもと しげき、1972年 - ） は、日本の物理学者。東京大学国際高等研究所カブリ数物連携宇宙研究機構教授。

## 人物・経歴
2000年東北大学大学院理学研究科博士課程修了、博士（理学）。同年日本学術振興会特別研究員。2003年東京大学宇宙線研究所研究員。2005年高エネルギー加速器研究機構研究員。2007年東北大学大学院理学研究科助教。2007年度素粒子メダル奨励賞受賞。
2008年富山大学大学院理工学研究部准教授。2010年東京大学数物連携宇宙研究機構特任准教授。2014年東京大学カブリ数物連携宇宙研究機構准教授。2019年東京大学カブリ数物連携宇宙研究機構教授。